# Paradesmiphora amazonica
Paradesmiphora amazonica är en skalbaggsart som beskrevs av Maria Helena M. Galileo och Martins 1998. Paradesmiphora amazonica ingår i släktet Paradesmiphora och familjen långhorningar. Inga underarter finns listade i Catalogue of Life.